# Città di Botany Bay
La città di Botany Bay è una Local Government Area che si trova nel Nuovo Galles del Sud. Essa si estende su una superficie di 26,75 chilometri quadrati e ha una popolazione di 39.356 abitanti. La sede del consiglio si trova a Mascot, a 7km dal centro finanziario di Sydney. La città, il 9 settembre del 2016 è entrata a far parte di Bayside, attraverso l'unione con Rockdale.
Botany Bay nasce nel 1888 con il nome di "Borgo di Botany", per poi diventare "Municipalità si Botany" dal 1906 al 1966, anno in cui riceve il nome definitivo di "Città di Botany Bay".